# (22905) Liciniotoso
(22905) Liciniotoso est un astéroïde de la ceinture principale.

## Description
(22905) Liciniotoso est un astéroïde de la ceinture principale. Il fut découvert le 14 octobre 1999 à Farra d'Isonzo par l'observatoire astronomique de Farra d'Isonzo. Il présente une orbite caractérisée par un demi-grand axe de 2,22 UA, une excentricité de 0,10 et une inclinaison de 4,8° par rapport à l'écliptique.

## Compléments